# بالون

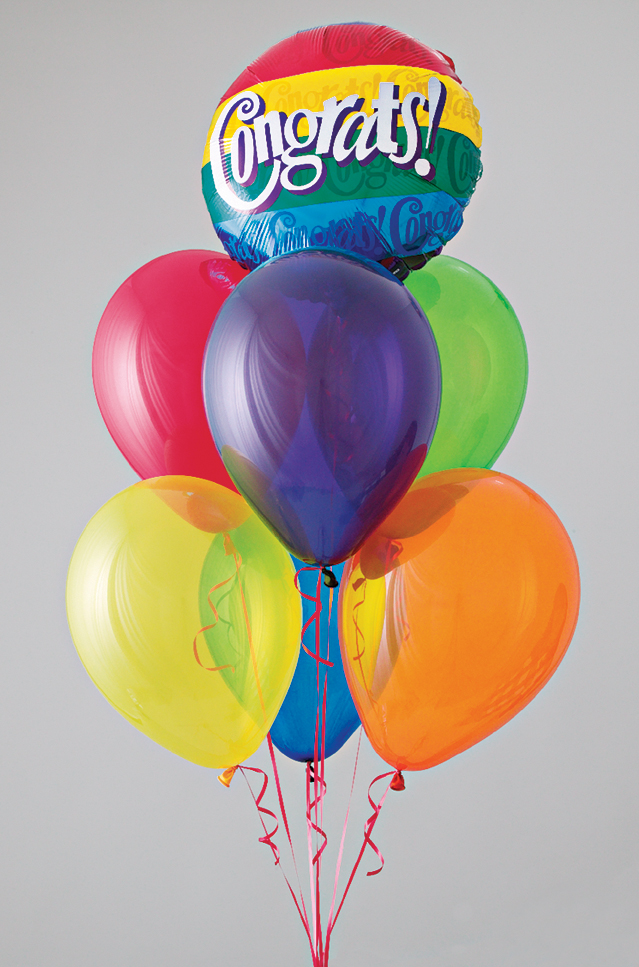
في الصورة بالونات هيليوم من اللاتكس، لكن أحد البالونات مصنوع من رقائق معدنية، ولكنه مملوء أيضًا بالهيليوم. بالإضافة إلى ذلك، تبدو بالونات اللاتكس مثل الكمثرى أو المصباح الكهربائي، مما يعني أنها وصلت إلى الحد الأقصى لحجمها.

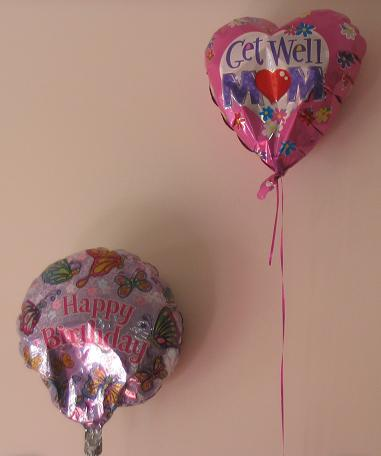
البالونات مثل بطاقات المعايدة أو الزهور تقدم في المناسبات.

النُّفَّاخَةُ أو الأنفوخة أو البالون أو النِفّيخة هو كيس يصنع من مادة المطاط، يُملأ بهواء ساخن أو غاز خفيف لتمكينه من الارتفاع في الهواء ويسمى البالون أحياناً المنطاد. ويرتفع البالون في الجو، لأن الهواء الساخن، أو الغاز الموجود بداخله أخف وزناً، وأقل كثافة من الهواء المحيط بالبالون من الخارج، ويشبه ارتفاع البالون في الهواء الجوي تماماً طفو قطعة من الفلين فوق سطح الماء.
تصنع البالونات بأحجامٍ وأشكال وتصميمات متعددة، كما أن لها العديد من الاستخدامات. فالأطفال يلهون ببالونات الألعاب (في بعض الأحيان يقوم الأطفال بنفخ البالون إلى حجم كبير، لكن سبب متعة نفخ البالون هو أنه عندما تأخذ نفسًا عميقًا، يتم إطلاق هرمون الإندورفين، لذلك حتى البالغين يحصلون على الكثير من المتعة من نفخ البالونات ويمكن أن تكون هذه العملية مفيدة للصحة). أما العلماء، فيستخدمون البالونات لحمل معدات جمع البيانات الخاصة بالأرصاد الجوية ، كذلك تستخدم البالونات المزودة بأجهزة إرسال لاسلكية، لبث الإذاعة المسموعة أو المرئية، في اتجاه المناطق النائية أو المعزولة. وتزود بعض البالونات بسلة، مثبتة أسفل الكيس، لحمل قائد البالون والركاب.

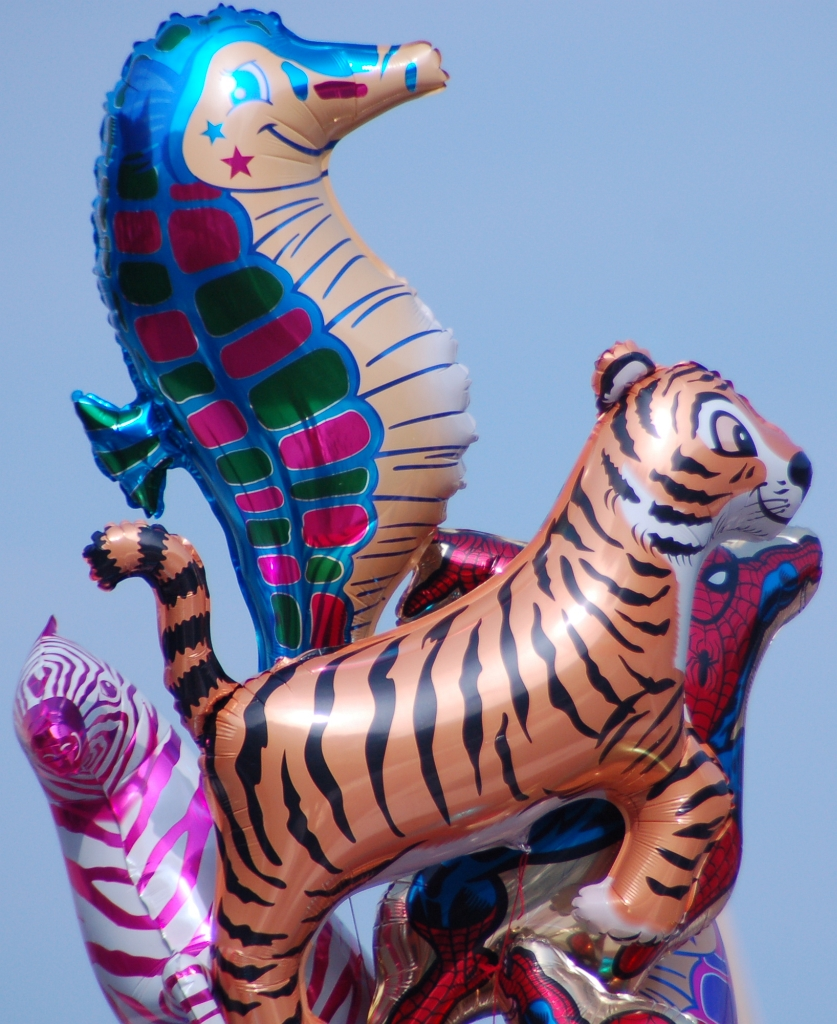
بالونات على شكل حيوان

## نفخ البالون وفوائده الصحية
نفخ البالون عن طريق الفم مفيد للصحة لأنه يعمل على تمرين العضلات الوربية التي تعمل على توسيع ورفع الأضلاع والحجاب الحاجز، مما يحسن وظائف الرئة وتشبع الأكسجين. يمكن لهذا التمرين أن يحسن وضعية الجسم واستقراره وأنماط التنفس، كما أنه يساعد على زيادة سعة الرئة، مما يجعله مفيدًا لحالات مثل التليف الرئوي أو مرض الانسداد الرئوي المزمن أو الربو. بالإضافة إلى ذلك، فإن نفخ البالون يعزز التنفس العميق، مما يمكن أن يقلل من التوتر والقلق، ويحسن صحة القلب والأوعية الدموية، ويزيد من قدرة الرئة. بالإضافة إلى ذلك، فإن نفخ البالون يعارض الحجاب الحاجز من أجل التنفس بكفاءة ويساعد على زيادة الضغط داخل البطن، مما يجعله تمرينًا مفيدًا لإعادة التأهيل ووظيفة الجهاز التنفسي.

## راجع أيضا
- منطاد.
- المسبار اللاسلكي
- منطاد المراقبة